# 南海の花束
『南海の花束』（なんかいのはなたば）は、東宝映画が1942年（昭和17年）に製作した日本映画。モノクロ、スタンダード。
2007年12月に東宝からDVDが発売された。

## 解説
八木隆一郎の戯曲「赤道」を元に、日本委任統治領だった南洋群島で赤道越え民間航空路を開拓する支所長と操縦士たちを描く。
厳格な支所長と操縦士たちの葛藤や航空事故を克服する姿を描くことにより、当時国策として進行していた南洋進出を宣伝するプロパガンダ映画である一方、阿部豊による演出が人間ドラマをより強調した内容になっている。嵐の中の飛行シーンは、円谷英二によってミニチュア特撮によるリアリティのあるシーンが撮影され、一部の操縦席のシーンではスクリーン・プロセスも用いられている。クライマックスの3重合成で描写された嵐の洋上の飛行艇も、評価されている。
大日本航空の後援により、海軍から払い下げられて用いていた一五式水上偵察機や九三式中間練習機、実際に南洋航路に就役していた九七式飛行艇などの実機が登場し、整備風景や離着水シーンも実機によるものが用いられている。ただ、制作当時は戦時中であったにもかかわらず、敵性語である「システム」などの英語も一部に登場する。
助監督の市川崑によれば、太平洋戦争が開始される直前の日本委任統治領だったパラオでロケ撮影をしており、横浜から川西式四発機という大型水上機に搭乗して1941年（昭和16年）8月に現地へ向かったが、阿部が脚本を気に入らず、11月になっても撮影が進まない日々が続いたため、日米開戦を危惧するスタッフの焦燥に業を煮やした市川が降板覚悟で阿部を催促してようやく撮影が開始され、開戦1週間前の12月8日に貨客船で帰国するというギリギリの状況で、ロケ撮影は完了した。市川は、「もう少し撮影が遅れていたら、生きて帰れなかったかもしれない。まさに、間一髪で命拾いしました」と後年に証言している。

## あらすじ
興亜航空の南洋支所に、新しい支所長である五十嵐が赴任した。五十嵐は就任早々、支社の綱紀強化と赤道を越える南洋航路開拓を宣言すると、無事故の実績から反発する操縦士たちに構わず、飲酒飛行の禁止や操縦士の身体検査を決行し、素行不良の石川を地上勤務に配置転換する。一方、嵐の中の郵便飛行を決行させたため、伏見と原田を行方不明にしてしまう。やり方を曲げない五十嵐に操縦士たちは敵意を募らせるが、遭難の原因がエンジン故障であることが査問委員会で判明し、郵便物だけはブイにくくりつけられて無事であったことが確認される。飛行学校で五十嵐の生徒だった堀田は、片足を負傷した五十嵐が操縦できない気持ちを一番分かっていることを操縦士たちに伝える。
数日後、内地から部下である日下部を招いた五十嵐は、早々に原田の代わりを自分の身内で固めたと陰口を言われるが、その直後に伏見と原田が不時着先から帰還する。やがて、操縦士の間にも規則遵守の気運が高まり、妻の出産が近い西條も規則どおりに郵便飛行に出発する。しかし、5日後にインコを手土産として戻った西條に、堀田は男児が誕生から2日で夭折したことを伝える。
南洋航路開拓は五十嵐の考えよりも早く、国策として早急に行われることになった。南洋支所にも配備された巨大な飛行艇の勇姿に、地上任務が続く石川は苛立ちから発狂してしまう。第1回開拓飛行の操縦士として日下部が選ばれて訓練に入るが、引退間近である堀田の希望から、第1回開拓飛行は堀田たちの手で行なわれることになった。しかし、堀田機は飛行中に台風に遭遇したうえ、雷が右翼に直撃して遭難する。1週間の捜索もむなしく、第1回開拓飛行の乗員全員の死亡が宣告される。第2回開拓飛行の操縦士に選ばれた日下部は、出発直前に堀田の妻から遺品であるパイプと煙草缶を手渡される。晴天に恵まれ、順調に堀田機の遭難地点に達した日下部は、昇降扉から花束とパイプを海に投げ、堀田たちの冥福を祈るのであった。

## 配役
- 支所長・五十嵐：大日方傳
- 操縦士・日下部：河津清三郎
- 操縦士・原田秀樹：大川平八郎
- 操縦士・堀田貫作：真木順
- 操縦士・伏見：月田一郎
- 操縦士・西條：清水将夫
- 操縦士・石川：田中春男
- 前支所長・林：菅井一郎
- 乗務員・古賀：龍崎一郎
- 乗務員・池地：社栄一
- 乗務員：佐山亮、三田進、木下陽、寺島新、津田光男、井上忠美、江藤勇、金光嗣郎、小森敏、竹林武八郎
- 整備員：光一、岬洋二、沢村昌之助、大谷友彦、鉄一郎
- 査問委員：清川荘司、御橋公、進藤英太郎、浜田格
- 無電技師：冬木京三、柳谷寛
- 司令塔員：三木利夫
- 堀田信子：杉村春子
- 原田里子：堤真佐子
- 伏見やす子：谷間小百合

## スタッフ
- 検閲：横須賀鎮守府 第三二九号
- 後援・指導：大日本航空株式会社
- 脚本：阿部豊・八木隆一郎
- 製作主任：井上溶
- 撮影：小原譲治
- 特殊撮影：円谷英二
- 録音：樋口智久
- 美術：北猛夫・北辰雄
- 照明：大沼正喜
- 現像：西川悦二
- 編集：後藤敏男
- 音楽：早坂文雄
- 演奏：東宝管弦楽団
- 演出：阿部豊

## 備考
後年に東宝で特技監督を務めた有川貞昌は、19歳の時に本作品を観賞したことから飛行艇の操縦士を志し、海軍航空隊に入隊したという。鑑賞当時、有川は作中に登場する飛行機がミニチュアだとは思いもよらなかったという。

## 脚註